# Wrunah
Wrunah är en klan i Liberia.   Den ligger i regionen Bong County, i den centrala delen av landet, 210 km nordost om huvudstaden Monrovia.